# Dinsmore (California)
Dinsmore es un área no incorporada ubicada en el condado de Humboldt en el estado estadounidense de California.

## Geografía
Dinsmore se encuentra ubicada en las coordenadas 40°29′30″N 123°36′25″O / 40.49167, -123.60694.